# Jan Baptista z Paaru
Jan Baptista (Křtitel) svobodný pán z Paaru (německy Johann Baptist Freiherr von Paar, kolem roku 1540 - 1592, Hartberg) byl německo-rakouský šlechtic z rodu Paarů, významný pro rakouskou poštovní historii.

## Život

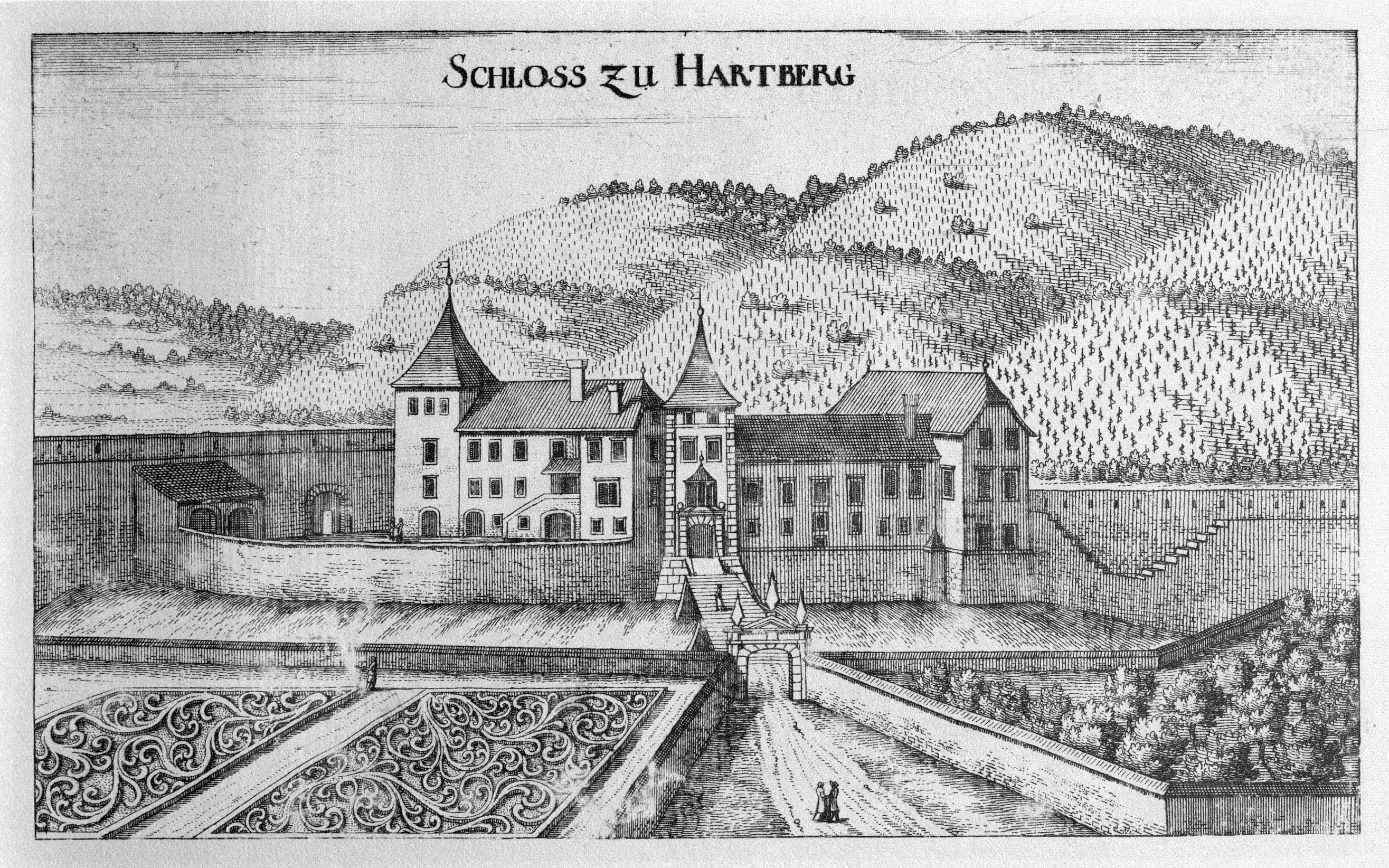
Hrad Hartberg na dobové rytině, 1681

Pocházel z původně pravděpodobně italského šlechtického rodu Paarů. Arcivévoda Karel Štýrský jej jmenoval poštmistrem pro vnitřní Rakousko ve Štýrském Hradci.
V roce 1571 převzal hrad Hartberg a v letech 1576 až 1584 jej přestavěl na třípatrový renesanční palác. Zámek, známý také jako Schloss Paar, zůstal v majetku rodiny dlouhou dobu. 

### Manželství a potomstvo
Oženil se s Asrou Sidonií baronkou von Haim. Měli čtyři syny: 
- Jan Kryštof z Paaru
- Rudolf z Paaru († 1640), komorník a vrchní stájmistr na dvoře Ferdinanda II. a velkopřevor Maltézského řádu v Čechách. [2]

- Jan Bedřich z Paaru
- Vespasián z Paaru